# Helena Ndume
La Dr Helena Ndume est une ophtalmologue namibienne, remarquée pour son travail caritatif chez les personnes atteintes de maladies liées à l'œil en Namibie. À ce jour, Helena Ndume a permis que quelque 30 000 aveugles Namibiens reçoivent de la chirurgie oculaire et soient équipés d'implants de lentilles intraoculaires gratuitement. Elle est actuellement à la tête du service d'Ophtalmologie à l'Hôpital Central de Windhoek (en), le plus grand hôpital de Namibie et elle est l'une des seulement six ophtalmologistes namibiens.

## Enfance
Helena Ndume est née à Tsumeb, dans la région d'Oshikoto. Elle étudie la médecine en Allemagne, avant de revenir en Namibie en 1989 pour compléter son internat médical. Plus tard, elle retourne en Allemagne, pour se spécialiser en ophtalmologie à l'Université de Leipzig.
Elle est mariée et a un fils.

## Travail en Namibie
En 1995, le Dr Ndume participe aux actions de l'organisation humanitaire Surgical Eye Expeditions International (en), et commence un projet en Namibie. En août 1997, le premier "camp de l'œil"  a eu lieu à Rundu, dans la Région de Kavango. Actuellement, quatre ou cinq camps sont organisés chaque année dans différents endroits.

## Travail avec la Croix-Rouge de Namibie
Pendant six ans, de 2001 à 2007, le Dr Ndume a été vice-présidente de la Croix-Rouge de Namibie.
En 2009, elle est honorée par un prix humanitaire de la croix-rouge pour son travail dans la restauration de la vue à ceux qui sont rendus aveugles par la cataracte.

## Travail avec SEE International
Le dr Ndume effectue du bénévolat auprès de l'organisation caritative à but non lucratif SEE International, œuvrant à la récupération de la vision, depuis 1995. Depuis, SEE et le Dr Ndume ont collaboré maintenir gratuites des cliniques ophtalmologiques d'une semaine en Namibie, généralement deux fois par an. Ces cliniques offrent des soins chirurgicaux ophtalmologiques gratuits  pour environ 300 pauvres, hommes, femmes, et enfants.

## Prix et reconnaissance internationale
Helena Ndume et le portugais Jorge Sampaio sont devenus les premiers lauréats du Prix Nelson Mandela de l'Organisation des Nations unies le 22 juin 2015. Helena Ndume est récompensée « pour avoir dédié sa vie au traitement de la cécité et des maladies liées aux yeux dans son pays et dans le monde en développement »,.
En 2018, elle est listée parmi les 100 Women de la BBC.